# Tien Lu Ming
Tien Lu Ming (translitera del chino 闵天禄) ( n. 1937 ) es un profesor, y botánico chino.

## Algunas publicaciones
- mien Cheng, tien lu Ming (ed.) 1980. Angiospermae Dicotyledoneae: Daphniphyllaceae, Callitrichaceae, Buxaceae, Empetraceae, Coriariaceae, Anacardiaceae, Pentaphylacaceae. Flora Reipublicae Popularis Sinicae 45. Ed. Science Press, 152 pp.

- La abreviatura «T.L.Ming» se emplea para indicar a Tien Lu Ming como autoridad en la descripción y clasificación científica de los vegetales.[1]